# Умрание
Умрание (тур. Ümraniye) — рабочий район провинции Стамбул (Турция). Расположен в азиатской части Стамбула. Получил статус района в 1987 году, отделившись от Ускюдара, позже в том же году ряд территорий был отделён от района Бейкоз и присоединён к новосозданному району Умрание. Район делится на семь муниципалитетов: собственно Умрание, Чекмекой, Сарыгази, Йенидоган, Ташделен (ранее Султанчифтлиджи), Адемдар (ранее Алемдаг) и Омерли.

## История
Умрание возник как деревня с населением около 900 человек в 1950-е годы. Население района резко увеличилось в 1970-е и 1980-е годы благодаря миграции населения из сельских районов Анатолии. Однако по сравнению с другими районами Стамбула, также испытавшими существенный рост населения в этот период, Умрание отличался меньшей плотностью населения, и, тем самым, более широкими дорогами и большими расстояниями между домами. Был построен большой торговый квартал, а также создана в достаточном количестве инфраструктура, обеспечивающая нужды населения.
Умрание имеет репутацию арены борьбы между левыми и правыми экстремистами, и в 1970-е и 1980-е годы в районе сложно было навести порядок. Население, как правило, голосует за консервативные партии. 
В 2007 году в Умрание был обнаружен склад оружия, предположительно принадлежащий организации Эргенекон.